# 상무대
상무대(尙武臺)는 대한민국 육군의 군사 교육 및 훈련 시설이다. 상무대는 "무용(武勇)을 숭상하는 배움의 터전"으로 이승만 대통령에 의해 이름지어졌다.
광주광역시 서구 치평동에서 보병, 포병, 통신 병과 학교가 설치되면서 성립되었다. 1994년 12월 전라남도 장성군 삼서면으로 옮겼는데, 터에는 아파트 단지와 5·18 광주 민주화 운동을 기념하기 위한 5·18기념공원이 조성되어 있고, 정문이었던 자리에는 표지석이 남아있다.

## 주둔
- 주둔지 사령부
  - 상무대 근무지원단
  - 상무대 수송근무대
- 시설
  - 보병학교 / 교육여단
  - 기계화학교 / 교육여단
  - 포병학교 / 교육여단
  - 공병학교
  - 화생방학교
- 지원
  - 제51군수지원단 (제5군수지원사령부)
  - 제57정보통신지원대대 (국군지휘통신사령부)
  - 제1117공병단 190대대 (2작전사령부 직할)
    - 본부 중대
    - 지원중대(장비, 차량, 본부/차정 소대)
    - 공병1중대
    - 공병2중대

  - 제6탄약창
  - 제601탄약지원대
  - 국군복지단 광주지원본부

## 같이 보기
- 계룡대
- 자운대
- 군대

## 참고
1. ↑  “상무대 터”. 국가보훈처. 2012년 4월 17일에 확인함.[깨진 링크]